# Стеклобой
Стеклобо́й (би́тое стекло́, стекля́нный лом) — непригодные для прямого использования изделия или части изделий из стекла, которые потеряли эксплуатационную ценность, а также изделия c непоправимым недостатком, остатки от производства и обработки стеклянных изделий, битое бытовое и промышленное стекло. Стеклобой используют как особо ценное вторичное сырьё для производства стекла.
Стеклобой — стойкий загрязнитель окружающей среды: он не разлагается, представляет собой опасность для людей и животных.
Доля стеклобоя в твердых коммунальных отходах составляет 7 % (в России — 8-18 %).
Выделяют несколько основных видов стеклобоя:
- Бесцветный
- Полубелый тарный
- Полубелый листовой
- Зелёный
- Коричневый

Стеклобой имеет значительно более низкий температурный порог при плавлении, чем обычное сырьё. Это означает, что при одинаковых затратах энергии из стеклобоя будет выплавлено большее количество стеклотары, и, таким образом, — снижены выбросы в атмосферу.
Стекло является единственным упаковочным материалом, который может быть изготовлен в «закрытом» цикле. Это означает, что когда стеклобой полностью утилизируют и используют при изготовлении новых бутылок или банок, на свалки не попадут никакие отходы от стеклянной упаковки.